# Висюлина, Елена Дмитриевна
Елена Дмитриевна Висюлина (17 [29] мая 1898, Киев — 19 октября 1972, Киев) — советский ботаник, доктор биологических наук (1956). Лауреат Сталинской премии 3-й степени (1952) и Государственной премии УССР в области науки и техники (1969).

## Биография
Родилась 17 (29) мая 1898 года в Киеве.
С 1927 работала в Институте ботаники АН УССР (Киев).
Умерла 19 октября 1972 года в Киеве.
Дочь — Елизавета Кордюм (1932—2024) — биолог, доктор биологических наук, профессор, член-корреспондента НАНУ.

## Научная деятельность
Тема докторской диссертации: «Бобовые флоры УССР и их народнохозяйственное значение» (1955).
Автор трудов по морфологии и систематике растений. Описала 13 новых видов, 15 подвидов и 10 форм растений.
Участвовала в создании гербария флоры Украины (Правобережная Лесостепь и Степь). Занималась изучением полезных растений, в том числе и лекарственных.

### Избранные труды
Одна из авторов 12-томного издания «Флора УССР», «Определителя растений УССР».
- Короткий визначник вищих рослин УРСР (в соавт. 1948).
- Школьный определитель растений (1969).
- Бурьяны Украины. Определитель-справочник (в соавт. 1970).
- Відшукування і вивчення дикоростучих корисних рослин (1970).

## Награды
- Орден Трудового Красного Знамени;
- Сталинская премия 3-й степени (1952);
- Государственная премия УССР в области науки и техники (1969).